# Henryk Grzybowski (piłkarz)

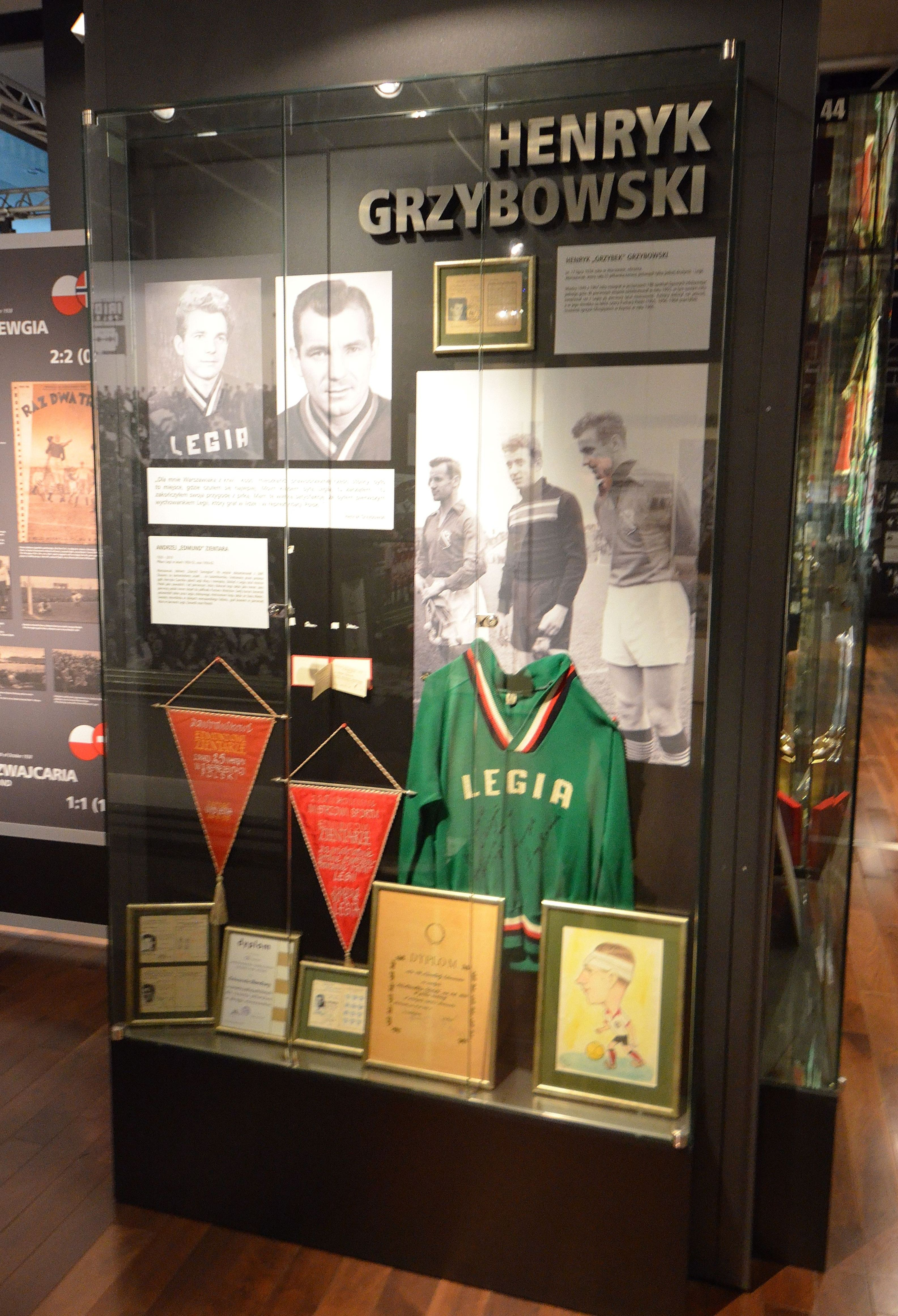
Fragment wystawy w Muzeum Legii Warszawa im. Wiktora Bołby poświęcony Henrykowi Grzybowskiemu

Henryk Zbigniew Grzybowski (ur. 17 lipca 1934 w Warszawie, zm. 17 listopada 2012 tamże) – polski piłkarz, obrońca. Olimpijczyk z Rzymu.

## Życiorys
Całą karierę spędził w Legii Warszawa. W pierwszym zespole debiutował 16 października 1955 i grał w nim przez 12 sezonów. W 1955 oraz 1956 zdobywał tytuł mistrza Polski, trzy razy wywalczył Puchar Polski (1956, 1964, 1966).
W reprezentacji debiutował 23 czerwca 1957 w meczu z ZSRR, ostatni raz zagrał w 1960. Łącznie w biało-czerwonych barwach rozegrał 10 oficjalnych spotkań. Na IO wystąpił w dwóch meczach Polaków (w tym jednym nieoficjalnym).
23 października 2007 został włączony do Galerii Sław Legii.
Mieszkał w Warszawie. Został pochowany na cmentarzu Bródnowskim (kw. 6E-1-26).